# Хроника Холодной войны (1971 год)
Хронология Холодной войны
- 1943
- 1944
- 1945
- 1946
- 1947
- 1948
- 1949
- 1950
- 1951
- 1952
- 1953
- 1954
- 1955
- 1956
- 1957
- 1958
- 1959
- 1960
- 1961
- 1962
- 1963
- 1964
- 1965
- 1966
- 1967
- 1968
- 1969
- 1970
- 1971
- 1972
- 1973
- 1974
- 1975
- 1976
- 1977
- 1978
- 1979
- 1980
- 1981
- 1982
- 1983
- 1984
- 1985
- 1986
- 1987
- 1988
- 1989
- 1990
- 1991

- 25 января: Иди Амин возглавляет военный переворот против Милтона Оботе в Уганде и объявляет себя президентом Уганды. При Амине, Уганда переключится на интеграцию в Советский блок и развивает долгосрочные связи с Советским Союзом и Восточной Германией.
- 8 февраля: Южновьетнамские силы входят в Лаос, чтобы ликвидировать тропу Хо Ши Мина.
- 11 февраля: Подписание Договора по морскому дну, запрещающий размещение ядерного оружия за пределами 12-мильной (22,2 км) прибрежной зоны страны.
- 10 марта: В Доминионе Цейлон объявлено чрезвычайное положение после того, как фронт освобождения коммунистического народа нападает на американское посольство.
- 26 марта: Бангладешская декларация независимости. Начинаются Бангладеш освободительная война и геноцид.
- 19 апреля: Запуск «Салюта-1», первой космической станции.
- 15 мая: «Корректирующая революция» Анвара Садата очищает членов правительства и сил безопасности от сторонников Гамаля Абдель Насера и в конечном итоге высылает советских военных из Египта.
- 28 мая: Запуск «Марса-3».
- 30 мая: Запуск «Маринера-9».
- 23 августа: вооружённое восстание отряда 684 в Республике Корея.
- Сентябрь: 105 советских дипломатов изгнаны из Великобритании премьер-министром Эдвардом Хитом.
- 3 сентября: Соглашение четырёх держав в Берлине подписано Соединённым Королевством, Советским Союзом, Францией и Соединёнными Штатами.
- 11 сентября: Смерть Никиты Хрущёва.
- 11 октября: «Салют-1» сгорает в верхних слоях атмосферы.
- 25 октября: Генеральная Ассамблея Организации Объединённых Наций приняла резолюцию 2758, признавая Китайскую Народную Республику как единственное законное правительство Китая, что ведёт к потере Тайваня своего членства в ООН.
- 26 октября: Матье Кереку захватывает власть в Республике Дагомея, переименовывает её в Бенин и объявляет её марксистско-лининским государством.
- 14 ноября: «Маринер-9» прибывает на орбиту Марса, став первым космическим кораблём, который зашёл на орбиту другой планеты.
- 2 декабря: «Марс-3» прибывает на орбиту Марса и отцепляет свой спускаемый модуль. Спускаемый модуль успешно стал первым космическим аппаратом, который совершил мягкую посадку на Марсе, передает на Землю в течение 20 секунд.
- 3 декабря: Войска Индии вступают в Бангладеш после того, как Пакистан наносит упреждающие воздушные удары по индийским аэродромам.
- 16 декабря: генерал-лейтенант А. Ниази, командующий пакистанской армии, дислоцированной в Восточном Пакистане, подписывает акт о безоговорочной капитуляции, который принимается генерал-лейтенантом Ягджит Сингхом Ауророй, командующим объединёнными бангладеш-индийскими силами. Бангладеш официально признан суверенным государством странами Советского блока.